# Diisopropilamina
La diisopropilamina, también llamada N-(1-metiletil)-2-propanamina, es una amina secundaria de fórmula molecular C6H15N.

## Propiedades físicas y químicas
A temperatura ambiente, la diisopropilamina es un líquido incoloro con olor a amoníaco o pescado.
Solidifica a -61 °C y hierve a 84 °C. Posee una densidad de 0,718 g/cm³, inferior a la de otras hexanaminas.
A diferencia de la 1-hexanamina, es un compuesto algo soluble agua, en proporción de 100 g/L.
Asimismo, es muy soluble en acetona, benceno, éter y etanol.
El valor del logaritmo de su coeficiente de reparto, logP = 1,4, indica que su solubilidad es mayor en disolventes hidrófobos (como el 1-octanol) que en disolventes hidrófilos.
Posee una tensión superficial baja —19,6 dina/cm—, comparable a la de alcanos como el hexano y apenas una cuarta parte de la del agua.
La diisopropilamina es una base fuerte (pKa = 11,07), por lo que reacciona violentamente con ácidos fuertes. Asimismo reacciona de forma enérgica con agentes oxidantes, con peligro de fuego o explosión. Puede atacar ciertos tipos de plástico.

## Síntesis y usos
La diisopropilamina puede sintetizarse por la aminación reductora de acetona con amoníaco usando óxido de cobre modificado como catalizador:
NH
3 + 2(CH
3)
2CO + 2H
2 → C
6H
15N + 2H
2O
Por otra parte, la diisopropilamina se usa como precursor de dos herbicidas, dialato y trialato, así como de algunas sulfenamidas utilizadas en la vulcanización del caucho. También se utiliza para fabricar N,N-diisopropiletilamina (Base de Hünig) por alquilación de sulfato de dietilo.
Un haluro de esta amina, el bromuro de diisopropilamonio, es un sólido molecular cuyos cristales son ferroeléctricos a temperatura ambiente. Ello le convierte en una alternativa posiblemente más inerte para el medio ambiente que el titanato de bario, utilizado en condensadores, micrófonos y transductores.
La diisopropilamina es también importante como base conjugada de su derivado de litio, diisopropilamida de litio —también conocido como LDA—, base extremadamente fuerte (pKa = 36) usada en química orgánica para la deprotonación de compuestos débilmente ácidos.

## Precauciones
La diisopropilamina es un material muy inflamable que, al arder, emite gases tóxicos; la mezcla de su vapor con el aire conlleva riesgo de explosión.
Tiene su punto de inflamabilidad a -7 °C y alcanza su temperatura de autoignición a 316 °C.
En el organismo humano, la inhalación de vapores de esta amina provoca irritación, a veces con náuseas y vómitos, pudiendo ocasionar quemaduras en las vías respiratorias. Su ingestión también causa irritación en la boca y el estómago.
En forma líquida, la diisopropilamina ocasiona quemaduras graves, de tipo cáustico.